# ویلیام گری والتر
ویلیام گری والتر (به انگلیسی: William Grey Walter) (19 فوریه ۱۹۱۰–۶ مه ۱۹۷۷) نوروفیزیولوژیست، سایبرنتیست و دانشمند رباتیک انگلیسی تبار آمریکایی بود.

## بررسی اجمالی
والتر در سال ۱۹۱۰ در کانزاس سیتی، میسوری آمریکا متولد شد. اجداد وی آلمانی / انگلیسی از طرف پدر و آلمانی / انگلیسی از طرف مادر بود. وی در سال ۱۹۱۵ به انگلیس آمد و در مدرسه وست مینستر و پس از آن در کالج کینگ، کمبریج، در سال ۱۹۳۱ تحصیل کرد. وی به انجام تحقیقات بنیادی و کاربردی نوروفیزیولوژیک در بیمارستان‌ها، در لندن، از سال ۱۹۳۵ تا ۱۹۳۹ و سپس در انستیتوی عصبی بوردن در بریستول، از سال ۱۹۳۹ تا ۱۹۷۰ روی آورد. وی همچنین کارهای تحقیقاتی را در ایالات متحده، اتحاد جماهیر شوروی و جاهای مختلف دیگر در اروپا انجام داد. او دو بار ازدواج کرد، از ازدواج اول خود دو پسر داشت. در طول زندگی وی پیشگام در زمینه سایبرنتیک بود. در سال ۱۹۷۰، وی در اثر تصادف اسکوتر حرکتی دچار مصدومیت مغزی شد. وی هرگز بهبود نیافت و هفت سال بعد، در ۶ مه ۱۹۷۷، درگذشت.

## امواج مغزی
در زمان جوانی، والتر تحت تأثیر کار فیزیولوژیست روسی ایوان پاولف بود.  وی برای آزمایش اندازه‌گیری فعالیت الکتریکی در مغز از آزمایشگاه هانس برگر، که دستگاه الکتروانسفالوگراف یا دستگاه نوار مغزی اختراع کرده بود، بازدید کرد. والتر نسخه‌های خاص خود را از دستگاه برگر با قابلیت‌های بهبود را یافته تولید کرد، که به آن اجازه می‌داد انواع مختلفی از نوسان عصبی اعم از امواج آلفای پر سرعت تا امواج دلتا را که در طول خواب مشاهده می‌شود، تشخیص دهد.